# Théorème de Steiner
Le théorème de Steiner, en fait démontré par David Hilbert, énonce qu'on ne peut pas, en un nombre fini d'opérations, trouver le centre d'un cercle avec une seule règle.
Il est par contre possible de trouver le centre d'un cercle avec un compas seul : c'est le problème de Napoléon-Mascheroni, réalisable en six arcs de cercle.